# Tui Manu'a
Tui Manuʻa era el título del gobernante o jefe supremo de las Islas Manu'a en la actual Samoa Americana. Asimismo, Confederación Tu'i Manu'a e Imperio de Samoa son descripciones que a veces se dan al expansionismo samoano y su hegemonía sobre Oceanía que comenzó con la fundación del título Tui Manu'a. La literatura oral tradicional de Samoa y Manu'a habla de una red polinesia generalizada o confederación (o "imperio").

## Historia
El Tui Manu'a es el título más antiguo de la antigua Samoa. Según las historias orales de Samoa y Tonga, el primer Tui Manu'a era un descendiente directo del dios supremo de Samoa, Tangaloa. En la tradición de Samoa, las islas de Manu'a (Ofu, Olosega y Ta'u) son siempre las primeras tierras en ser creadas o extraídas del mar; en consecuencia, Tui Manu'a es el primer gobernante humano mencionado. Esta clasificación "superior" del título de Tui Manu'a continúa siendo estimada y reconocida por los samoanos a pesar de que el título en sí no ha sido ocupado desde la toma de posesión estadounidense a principios del siglo XX.

### La Confederación Tui Manu'a

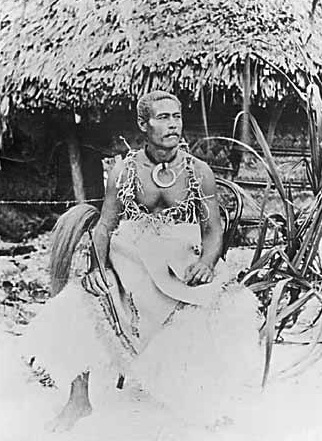
Tui Manu'a Elisala.

La literatura oral tradicional de Samoa y Tonga habla de una extensa red o confederación polinesia (o "imperio") que fue gobernada prehistóricamente por las sucesivas dinastías Tui Manu'a. Las genealogías de Manu'an y la literatura oral religiosa también sugieren que Tui Manu'a había sido durante mucho tiempo uno de los supremos más prestigiosos y poderosos del Pacífico y el primer gobernante preeminente de toda Samoa. La historia oral sugiere que los reyes de Tui Manu'a no gobernaron en ningún lugar del Pacífico excepto en Samoa, así como en los cacicazgos más pequeños del Pacífico occidental y los cacicazgos periféricos polinesios como Uvea, Futuna, Tokelau y Tuvalu. Las rutas de comercio e intercambio entre las sociedades polinesias occidentales están bien documentadas y se especula que la dinastía Tui Manu'a creció a través de su éxito en obtener el control sobre el comercio oceánico de bienes monetarios como esteras ceremoniales finamente tejidas, marfil de ballena "tabua", herramientas de obsidiana y basalto, principalmente plumas rojas y conchas marinas reservadas para la realeza (como la nautilina pulida y el huevo de cauri).

#### Tonga
La presencia del Imperio Tui Manu'a en Tonga se sintió fuertemente. La invasión samoana de Tonga ocurrió durante el reinado de Tui Manuʻa Tele Fitiaumua, cuando emprendió la conquista de Tonga desplegando 200 barcos 'alia capaces de transportar al menos 200 hombres por canoa. Los samoanos llegaron por primera vez a Vava'u en tres aldeas; un bote en el pueblo de Longomapu, uno en Tu'anekivale en el extremo este, y el tercer bote aterrizando tierra adentro en el pueblo de Ta'anea. Cuando aterrizaron, se encontraron con los tonganos locales, y este también es el primer contacto entre samoanos y tonganos. Los samoanos llegaron con obsequios de excepción del rey, con las mejores frutas de Savai'i y Upolu, y con las finas esteras tradicionales tejidas por los samoanos en casa. Los tonganos celebraron una ceremonia tradicional 'ava para dar la bienvenida a los samoanos, ya que llegaron con la petición del rey de conquistar Tonga y jurar lealtad a Tui Manuʻa. Los tonganos aceptaron su solicitud y se sometieron al dominio de Samoa. La reputación de los samoanos se extendió por Tonga, ya sea con un levantamiento de ira o una actitud de bienvenida por parte de los tonganos. Se produjo una guerra en Ha'apai entre los samoanos invasores y los tonganos defensivos, donde muchos guerreros fueron asesinados en la isla de Foa en Ha'apai. A medida que los samoanos avanzaban, su conquista de Ha'apai finalmente fue un éxito y los samoanos volvieron con regalos. Los samoanos procedieron a la isla principal de Tongatapu y 'Eua, donde ocurrió la conocida batalla de enfrentamientos entre samoanos y tonganos durante el gobierno del Imperio de Samoa. Muchos tonganos se reunieron en las aldeas de Nukunuku, Kolonga y Niutoua en Tongatapu, y en 'Ohonua en 'Eua. Vieron a sus invasores samoanos en la distancia y cuando aterrizaron, se vio una guerra a gran escala. Durante el ataque, los tonganos finalmente se sometieron al gobierno de Samoa y se inició una ceremonia 'ava con el propósito de que se cumpliera la solicitud de Tui Manu'a. A través de la costumbre tradicional de Samoa, la ceremonia 'ava se realizó con los tonganos con los que habían interactuado, mostrando su propósito de estar en Tonga y los beneficios que los tonganos podrían tener en el imperio. La conquista de Tonga finalmente se completó con las últimas islas de Tonga en someterse a Tui Manu'a.
Durante el reinado del Imperio de Samoa en Tonga, el estatus de los tonganos dentro del imperio fue excelente, y se mantuvo la paz entre samoanos y tonganos. Con Tui Manu'a y los samoanos visitando a menudo Tonga y obsequiando a los tonganos con las mejores frutas y alimentos, raíces de 'ava y esteras finas tradicionales. Los matrimonios mixtos entre samoanos y tonganos también eran comunes, con muchos samoanos residiendo en Tonga y formando familias allí, muchas mujeres tonganas se casaron con guerreros samoanos y se fueron a Samoa para residir con sus maridos. Lo mismo con los hombres de Tonga que se casaron con mujeres de Samoa y se fueron a Samoa.

### Declive y aislamiento

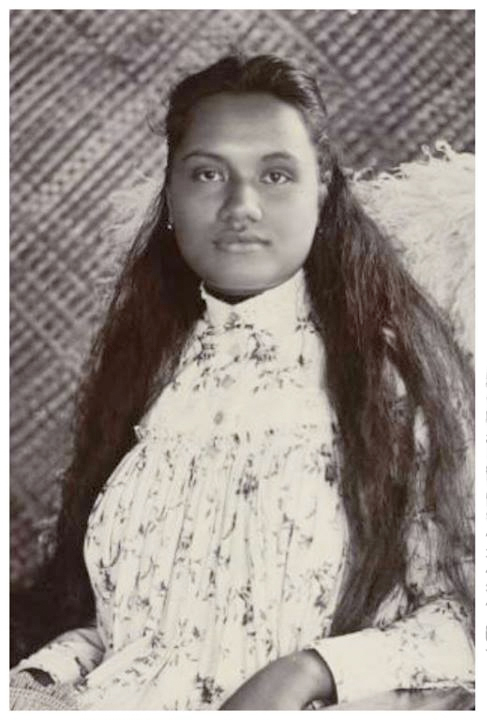
Tui Manu'a Matelita fue Tui Manuʻa de 1891 a 1895.

Eventualmente, el imperio marítimo comenzó a declinar y un nuevo imperio surgió del sur. En 950 dC, el primer Tu'i Tonga 'Aho'eitu comenzó a expandir su dominio fuera de Tonga. Las islas Savaii, Upolu y Tutuila de Samoa eventualmente sucumbirían al dominio de Tonga y seguirían siendo parte del imperio durante casi 400 años. Sin embargo, como la patria ancestral de la dinastía Tu'i Tonga y la morada de deidades como Tagaloa 'Eitumatupu'a, Tonga Fusifonua y Tavatavaimanuka, las islas Manu'a de Samoa fueron consideradas sagradas por los primeros reyes de Tonga y por lo tanto nunca fueron ocupadas por los tonganos, lo que permitió que permanecieran bajo el dominio de Tui Manu'a.
En la época del décimo Tu'i Tonga Momo y su sucesor, Tu'itātui, el imperio de Tu'i Tonga había crecido para incluir gran parte de los antiguos dominios de Tui Fiti y Tui Manu'a. La expulsión de los tonganos en el siglo XIII de las vecinas Upolu y Savaii no conduciría a que las islas regresaran a Tui Manu'a sino al surgimiento de una nueva forma de gobierno dominante en las islas occidentales: los Malietoa, cuyas hazañas al liberar a Samoa de los ocupantes de Tonga llevaron al establecimiento de un nuevo orden político en Upolu y Savaii que permaneció indiscutible durante casi 300 años. Aunque Tui Manu'a nunca volvería a recuperar el dominio de las islas circundantes, se le tiene en alta estima de forma permanente como progenitor de los grandes linajes de Samoa y Tonga.

### Colonización y "abolición" del título Tui Manu'a
Las islas Manu'a se agruparon con Tutuila y Aunu'u como la posesión de los Estados Unidos ahora llamada Samoa Americana. La presidencia de los Estados Unidos y las autoridades militares de la Marina de los Estados Unidos suplantaron el papel administrativo nativo de los Tui Manu'a, a través de los arrestos de los jefes de los Tui Manu'a y dos juicios de los Tui Manu'a, uno en un buque de guerra estadounidense frente a la costa de Ta'u, llamado "Juicio de la UIP". El 6 de julio de 1904, Tui Manu'a Elisala cedió oficialmente las islas de Manu'a a los Estados Unidos mediante la firma del Tratado de Cesión de Manu'a. Se le relegó el cargo de Gobernador de Manu'a por el término de su vida y en el entendimiento de que el título de Tui Manu'a lo seguiría hasta la tumba. Murió el 2 de julio de 1909.
Después de una pausa de quince años, el cargo revivió en 1924 cuando Chris Young, miembro del clan Anoalo de la familia Tui Manu'a y hermano de Tui Manu'a Matelita que reinó entre 1890 y 1895, fue nombrado Tui Manu'a por la asamblea general de Faletolu y Anoalo. Los funcionarios estadounidenses estaban preocupados de que los manu'anos estuvieran restaurando a un "rey" que causaría problemas a la administración. El gobernador Edward Stanley Kellogg se opuso al otorgamiento e hizo que trajeran al nuevo Tui Manu'a a Tutuila, donde se le impidió ejercer los poderes de su cargo. El gobernador no reconoció el título sobre la base de que una monarquía era incompatible en el marco de la Constitución de los Estados Unidos, afirmando que el anterior Tui Manu'a se había comprometido bajo coacción a ser la última persona en poseer el título.
Los descendientes de Tui Manu'a son numerosos.

## Lista de Tui Manu'a
1. Satiailemoa
2. Tele (hermano de Satiailemoa)
3. Maui Tagote
4. Maugaotele
5. Folasa o Taeotagaloa
6. Faʻaeanuʻu I o Faʻatutupunuʻu
7. Saoʻioʻiomanu (Saʻo o hijo mayor de Faʻaeanuʻu I)
8. Saopuʻu (segundo hijo de Faʻaeanuʻu I)
9. Saoloa (tercer hijo de Faʻaeanuʻu I)
10. Tuʻufesoa (cuarto hijo de Faʻaeanuʻu I)
11. Letupua (quinto hijo de Faʻaeanuʻu I)
12. Saofolau (sexto hijo de Faʻaeanuʻu I)
13. Saoluaga
14. Lelologatele (hijo mayor de Saofolau)
15. Aliʻimatua (hijo mayor de Lelologatele)
16. Aliʻitama (segundo hijo de Lelologatele)
17. Tui Oligo (nieto o hijo de la hija de Aliʻitama)
18. Faʻaeanuʻu II (hijo mayor de Tui Oligo)
19. Puipuipo (segundo hijo de Tui Oligo)
20. Siliʻaivao (tercer hijo de Tui Oligo)
21. Tuimanufili (hija de Faʻaeanuʻu II)
22. Faʻatoʻalia Manu-o-le-faletolu (hijo mayor de Tuimanufili)
23. Segisegi (hijo de Faʻatoʻalia)
24. Siliave (hija de Faʻatoʻalia)
25. Tui-o-Pomelea (hijo de Siliave)
26. Tui-o-Lite (o Tui Aitu) (hijo de Tui-o-Pomelea)
27. Toʻalepai (hijo de Tui-o-Lite)
28. Seuea (hija de Toʻalepai)
29. Salofi (hermano de Seuea)
30. Levaomana (shijo de Salofi)
31. Taliutafapule (hijo de Salofi y hermano de Levaomana)
32. Taʻalolomana Muaatoa
33. Tupalo
34. Seiuli
35. Uʻuolelaoa (muerto en la guerra contra Fitiuta)
36. Fagaese
37. Tauveve
38. Visala
39. Alalamua
40. Matelita o Makelita (1872–1895), r. 1891–1895
41. Elisala o Elisara (fallecido en 1909), r. 1899–1909[9]
42. Chris (Kilisi) Taliutafa Young (1924)[10]